# Абрамова Людмила Володимирівна
Людмила Володимирівна Абрамова (16 серпня 1939, Москва, СРСР — 17 лютого 2023, Москва, Росія) — радянська кіноактриса і сценарист. Друга дружина Володимира Висоцького, мати акторів Аркадія Висоцького і Микити Висоцького.

## Біографія
Батько — редактор видавництва «Хімія», мати отримала дві вищі освіти: до війни закінчила механіко-математичний факультет МГУ, а після війни — Військовий інститут іноземних мов.
Людмила жила в квартирі з батьками, сестрою і бабусею Любов'ю Борисівною, бабуся знала напам'ять багато віршів, вірші Миколи Гумільова та Анни Ахматової, з Ахматової були знайомі брат і сестра її бабусі.
Ще в роки навчання у ВДІКу, в 1961 році на зйомках картини «713-й просить посадку» познайомилася з Володимиром Висоцьким, стала його дружиною і матір'ю його синів — Аркадія і Микити.
У 1963 році закінчила ВДІК (майстерня М. І. Ромма, диплом з відзнакою), з нею на одному курсі навчалися Андрій Смирнов і Андрій Кончаловський.
У 1960-і—1970-і роки знімалася в художніх фільмах.
Співавтор сценарію фільму «Поки не випав сніг...» (1984), поставленого на Одеській кіностудії.
У 1991 році опублікувала книгу спогадів про Володимира Висоцького «Факти його біографії».
У 1990-х—2000-х роках брала участь в документальних картинах.
На пенсії викладала в одному зі столичних ліцеїв. Працювала художнім керівником Дирекції зі створення музею В. Висоцького.
У 2012 році у видавництві «Текст» вийшла складена Л. В. Абрамовою посмертна збірка творів її близької подруги Діни Калиновської, до якої увійшли оповідання і моноп'єса з творчої спадщини письменниці. Також з архіву письменниці, що зберігається у Людмили Абрамової, в московському єврейському культурному центрі на Великій Нікітській в 2009 році була організована виставка декоративних скриньок «Письменник Діна Калиновська та її коробки».
Померла 17 лютого 2023 року у Москві в 83-річному віці.

## Родина
- Чоловік (з 25.07.1965; розлучення 10.02.1970 В. С. Висоцький (1938—1980) — актор театру і кіно, поет, автор-виконавець.
  - син Аркадій (нар. 29 листопада 1962) — актор, кіносценарист.
    - 5 онуків: Володимир, Наталія, Микита, Михайло і Марія.

  - син Микита (нар. 8 серпня 1964) — актор, режисер, сценарист.
    - 3 онука: Данило, Семен і Віктор, внучка Ніна Висоцька (нар. 2013).
- Чоловік (з 1971 по 1990-і)[6] — Юрій Петрович Овчаренко (нар. 3 грудня 1935) — інженер-механік.[7]
  - дочка — Серафима Юріївна Овчаренко (нар. 27 квітня 1973).

## Фільмографія
- 1962 — 713-й просить посадку — Єва Прістлі
- 1964 — Застава Ілліча / Мені двадцять років — епізод (немає в титрах)
- 1965 — Кімната (фільм-спектакль) — стюардеса
- 1966 — Східний коридор — Олена
- 1969 — Не жити мені без тебе, Юсте
- 1970 — 1905 рік (фільм-спектакль) — Марина Сабініна (співає М. Полякова)
- 1976 — Середина життя — епізод
- 1977 — Червоний чорнозем — епізод

### Участь в документальних фільмах
- 1989 — Я не люблю…
- 1998 — Щоб пам'ятали, Фільм 41: Володимир Висоцький
- 2006 — Як йшли кумири
- 2006 — Володимир Висоцький
- 2006 — Людмила Марченко
- 2008 — Володимир Висоцький. Я прийду по ваші душі!
- 2010 — Світлана Світлична. світити завжди
- 2011 — Висоцький. Останній рік

### Сценарист
- 1984 — Поки не випав сніг... (у співавт.; реж. Ігор Апасян, Одеська кіностудія)